# يان فويتينس
يان فويتينس (بالفرنسية: Jan Wuytens)‏ هو لاعب كرة قدم بلجيكي في مركز قلب الدفاع ولد في يوم 9 يونيو 1985 في مدينة هاسلت في بلجيكا، يلعب حالياً مع نادي ألكمار وسبق له اللعب مع نادي أوترخت وهيراكليس ألميلو وبي إس في إيندهوفن ويبلغ 189 سم.

## روابط خارجية
- يان فويتينس على موقع قاعدة بيانات كرة القدم.إي يو (الإنجليزية)
- يان فويتينس على موقع Soccerbase.com (لاعب) (الإنجليزية)
- يان فويتينس على موقع Soccerway.com (الإنجليزية)
- يان فويتينس على موقع عالم كرة القدم.نت (الإنجليزية)
- يان فويتينس على موقع AS.com (الإسبانية)